# 小児用の車
本記事では、日本の道路交通法に示されている小児用の車（しょうにようのくるま）について記述する。
道路交通法上、「小児用の車」は軽車両ではなく、歩行者として扱われる。どのような車が「小児用の車」に該当するのか具体的に明示されていないが、乳母車と小児用三輪車、小児用自転車などを指すと考えられている（後述）。
道路交通法の一部を改正する法律（令和元年法律第20号）改正施行により、参照条文および警察庁による解釈運用に一部変動があった（後述）。

## 法令における基準
日本の道路交通法において、以下の解釈により、一括して歩行者と同じ扱いを受ける。また、運転免許は不要となる。

### 法改正前の旧定義
法改正前の道路交通法第2条1項11号、2条1項11号の2、2条3項1号に規定があった。法改正以前は、軽車両の除外分類であり、「歩行補助車等」と同様に、「小児用の車」を通行させているものは歩行者扱いとなる。また、原動機を用いないものが類推規定となるが、その事以外には法令により明文で定められた基準はなく、判例と警察庁などの解釈により次のものが該当するとされていた（1972年「警察庁の見解」も参照）。
- 乳母車　（ベビーカー）
- 小児用三輪車
- 小児用四輪車
- 小児用自転車（ただし、一般用自転車に準ずるものは、後述の判例により自転車扱いとされる場合がある）

いずれの場合も、小児を乗せて運搬し、または小児用の遊具としての構造、性能を持つものが想定される。遊具として販売されるものは、公道では使用しない事が推奨されまた前提となっているものも多い。この反射として、小児用（子供用）自転車など、ペダル、チェーンまたはベルト、ブレーキやハンドルを備えた小児用自転車は一般用自転車に準ずるものとして、ある程度の速度を出せるものもあり、自転車扱いとされる事が判例上もある。その他、小児用三輪車や小児用四輪車であっても、ペダルを備えたり、ある程度速度を出せるもの（ゴーカート状）は自転車または軽車両扱いとなる余地がある。
乳母車などと小児用自転車を除いて公道に出る事はあまり想定されていないが、公道に出た場合においての通行方法については、小児用の車であれば歩行者扱いとなり、自転車扱いとなる場合でも2007年道路交通法改正により12歳以下の子供は歩道全般において自転車を通行させる事ができることとなった。
なお、法令上自転車として扱われる電動アシスト自転車や、同じく歩行者として扱われる電動車いす、歩道の通行を認められる普通自転車といったものについては、法令により明確に定義されている。

#### 警察庁の見解 (1972年)
警察庁が示した「小児用の車についての見解」などによると、以下の3条件にすべて当てはまる子供用自転車が「小児用の車」とされていた。
- 小学校入学前まで（6歳未満）の者が乗車している自転車
- 車体が6歳未満の者が乗車する程度の大きさ（車輪がおおむね16インチ[注 3]以下）
- 走行、制動操作が簡単で、速度が毎時4ないし8キロメートル程度以下のもの

もっとも、14 - 16インチ程度の車輪の自転車であっても成人も工夫すれば乗車走行は可能であり、現に折り畳み自転車に見られる。

#### 判例
警察庁見解では上記のようになっているが、実際には個別事案ごとに取り扱いが異なる。
「7歳8ヶ月の子が運転する、タイヤ直径39cmの自転車を小児用の車として認めた例もある」という見解を示す者もいるが、浦和地裁昭和57年3月31日判決は小児用の車とみなすべきとした原告の主張を採用せず、自転車として過失相殺しているため小児用の車と認めたわけではない。
東京高裁昭和52年11月30日判決のように、5歳7ヶ月の子が運転する機械式ブレーキ付きのタイヤ直径40cmの自転車を小児用の車として認めなかった例もある。幼児用自転車と称して販売され、運転者は5歳7ヶ月であったが、歩行者より格段に速かったことや、惰性の力でも相当の距離を進行できた事から、小児用の車として認められなかった。

### 法改正後の定義および運用
令和元年法改正後の道路交通法第2条1項9号に規定がある。改正後は、軽車両の除外分類の一つから、「歩行補助車等」の一分類へと定義が変更された。「小児用の車」を通行させているものが歩行者扱いとなる事には、結局変化はない。
また、法改正以前から「歩行補助車等」においては一定の基準を満たす電動のものも含まれていたが、この改正により、一定の基準を満たす電動の「小児用の車」も歩行者扱いとなる。
本改正では、下記の大型乳母車（お散歩カー）などを歩行者扱いする事が主眼の改正である一方で、1972年「警察庁の見解」については特に言及や変更が見られない。
以上の定義および運用により、以下のものが「小児用の車」に該当すると考えられる。
- 乳母車　（ベビーカー） - 一般的な構造の乳幼児用の手押し車、乳母車、ベビーカーなど（一定の大型のものも含む）
  - 大型乳母車（お散歩カー）、避難車 - 大型で、荷台に近い構造をもつ
- 小児用三輪車、小児用四輪車（前述のとおり）
- 小児用自転車の一部（前述のとおり1972年警察庁見解および諸判例による）

解釈および運用については前述の法改正以前のものと大差がないと考えられる。ただし、電動のものも、法改正により一定の基準を満たすものが歩行者扱いとなるため、果たして6km/hまでの制限（電動の歩行補助車等の基準の一）があるとしても、小児が単独で公道を通行させる電動の小型車両が、「小児用の遊具としての構造、性能を持つもの」と言う解釈が可能かどうかは議論の余地がある。